# Le Chat à neuf queues (film)
Pour les articles homonymes, voir Chat à neuf queues (homonymie).
Série Trilogie animalière
L'Oiseau au plumage de cristal
(1970) Quatre Mouches de velours gris
(1971)
Pour plus de détails, voir Fiche technique et Distribution.
Le Chat à neuf queues (Il gatto a nove code) est un giallo franco-italo-allemand réalisé par Dario Argento et sorti en 1971.
Le film débute alors que le gardien d'un institut spécialisé dans la recherche génétique est agressé. Le journaliste Carlo Giordani, aidé d'un aveugle, mène l'enquête et découvre que des chercheurs de l'institut travaillaient sur le chromosome XYY qui, selon eux, se retrouverait chez les personnes enclines à la violence et à la criminalité. Une série de meurtres débute alors et vise à empêcher la progression de l'enquête.
Second long métrage du réalisateur italien, il fait partie de la trilogie animalière composée également de l'Oiseau au plumage de cristal et de Quatre Mouches de velours gris.

## Synopsis
Le journaliste Carlo Giordani et l'aveugle Franco Arnò, lui aussi ancien journaliste, enquêtent sur la mort étrange du Dr Calabresi, un généticien décédé dans un mystérieux accident à la gare. La tragédie semble être liée à un épisode inexpliqué d'intrusion nocturne dans l'institut où travaillait Calabresi, où il semble qu'il n'y ait pas eu de vol. S'ensuivent des meurtres brutaux, perpétrés par quelqu'un qui semble vouloir cacher quelque chose.
Le photographe Righetto, un ami de Giordani, a été témoin de l'accident alors qu'il se trouvait à la gare pour photographier une diva. Il a immortalisé non seulement Calabresi au moment où il est tombé sous le train, mais aussi un bras et une main qui le poussaient. Mais Righetto se fait assassiner dans son studio avant que Giordani ne puisse aller le voir pour récupérer les photos, qui ont disparu.
Les pistes des deux enquêteurs improvisés, qui enquêtent parallèlement à la police, mènent aux personnes liées à ce laboratoire où travaillait Calabresi : le professeur Terzi, directeur de l'Institut ; Anna, sa jeune fille décomplexée et séduisante ; le docteur Braun, homosexuel allemand ; le jeune et charmant chercheur Casoni ; le scientifique froid et taciturne Morbelli et le docteur Esson, un chercheur anglais tombé amoureux d'Anna.
Pendant que Giordani enquête sur les chercheurs en approchant Anna, Franco et sa nièce Lori se rendent chez Bianca Merusi, la fiancée de Calabresi, pour savoir pourquoi la victime était au commissariat. Bianca savait que son compagnon avait un rendez-vous important à la gare, un rendez-vous qui pourrait faire basculer sa carrière, mais il ne lui avait pas dit avec qui il avait rendez-vous. Cependant, Bianca semblait cacher quelque chose : après s'être rendue au commissariat, elle a découvert dans la voiture de Calabresi la carte de la personne qui avait rendez-vous avec Calabresi, et elle a écrit le nom de cette personne sur un bout de papier dans le faux fond de son pendentif. Au lieu de le signaler à la police, elle a contacté Franco, en disant qu'elle voulait remettre la carte à lui et à personne d'autre. Mais le mystérieux meurtrier était sur ses traces et assassine Bianca dès qu'elle met fin à l'appel téléphonique avec Arnò.
Ayant entamé une relation avec Anna, Carlo commence également à poser des questions aux chercheurs : les vols présumés dans l'institut et les meurtres semblent être liés à des études sur le syndrome 47,XYY, une altération génétique qui augmente l'agressivité et la prédisposition au crime de ceux qui en sont atteints, mais les scientifiques ne semblent pas vouloir coopérer, craignant des représailles.
Le meurtrier s'en prend alors à Arnò et Giordani, qui échappent heureusement à ses tentatives de meurtre. Carlo décide d'aller plus loin et parvient à s'introduire dans le bureau privé du professeur Terzi, découvrant non seulement qu'Anna n'est pas la fille biologique du professeur puisqu'elle a été adoptée, mais qu'elle et lui sont liés par une relation torride et incestueuse. La police découvre également une vilaine affaire d'espionnage industriel liée à l'Institut, impliquant Bianca et le Dr Braun. Carlo et Franco soupçonnent donc l'Allemand Braun, qui est cependant retrouvé assassiné.
Carlo et Franco découvrent, en enquêtant sur la mort de Merusi, que la femme avait caché le papier qui lui a coûté la vie dans le pendentif, et qu'il est toujours autour de son cou, et donc dans le cercueil. Après s'être assurés que la note contient le nom du meurtrier, Giordani et Arnò se rendent au cimetière en pleine nuit pour ouvrir le cercueil. À l'intérieur du médaillon, ils trouvent la note pliée, mais avant qu'ils puissent la lire, le tueur ferme la porte de la crypte, enfermant Carlo à l'intérieur et attaquant Franco à l'extérieur. Le tueur prend la note, mais Franco le poignarde avec sa canne-épée, ce qui fait fuir le tueur.
Le tueur appelle Franco et Carlo, leur révélant qu'il a enlevé Lori et qu'il la tuera s'ils n'arrêtent pas leur enquête. Sachant que le tueur tuera Lori de toute façon, ils appellent la police. Franco, Carlo et la police se précipitent à l'Institut Terzi à la recherche de Lori, mais ils ne la trouvent pas. Carlo suit une trace de sang jusqu'au toit et trouve Casoni, le tueur, qui saigne encore de l'attaque de Franco. Casoni se prépare à poignarder une Lori ligotée et bâillonnée, mais Carlo bondit devant elle et se fait poignarder à l'épaule. Les policiers arrivent sur le toit et poursuivent Casoni. Franco l'arrête avec la lame de sa canne ; Casoni avoue qu'il s'est introduit par effraction pour remplacer les dossiers qui montraient qu'il était positif au chromosome XYY. Lorsque Franco pose des questions sur Lori, Casoni ment à Franco en lui disant qu'il l'a tuée. Enragé, Franco le fait passer à travers une lucarne et tomber dans une cage d'ascenseur jusqu'à ce que mort s'ensuive, alors que Lori, désormais libre, appelle Franco.

## Fiche technique
Sauf indication contraire, les informations mentionnées dans cette section peuvent être confirmées par la base de données cinématographiques Unifrance,  présente dans la section « Liens externes ».
- Titre français : Le Chat à neuf queues[1]
- Titre original italien : Il gatto a nove code
- Titre allemand : Die neunschwänzige Katze
- Réalisation : Dario Argento
- Scénario : Dario Argento
- Photographie : Erico Menczer (it)
- Montage : Franco Fraticelli
- Musique : Ennio Morricone avec un chant d'Edda Dell'Orso
- Décors et costumes : Carlo Leva
- Maquillage : 	Giuseppe Ferranti, Piero Mecacci
- Production : Salvatore Argento, Sergio Bonotti, Angelo Iacono, Giuseppe Mangogna, Raoul Katz[1]
- Sociétés de production : Seda Spettacoli (Rome), Terra-Filmkunst (Munich), Labrador Films (Paris)
- Pays de production :  Italie,  Allemagne de l'Ouest,  France
- Langue originale : italien
- Format : couleur par Technicolor - 2.35:1 - Son mono - 35 mm
- Genre : giallo
- Durée : 114 min
- Dates de sortie : 
  - Italie : 11 février 1971
  - Allemagne de l'Ouest : 15 juillet 1971
  - France : 4 août 1971[1]
- Classification : 
  - France : Interdit aux moins de 12 ans lors de sa sortie en salle

## Distribution
- Karl Malden (VF : William Sabatier) : Franco Arno
- James Franciscus (VF : Michel Le Royer) : Carlo Giordani
- Catherine Spaak (VF : elle-même) : Anna Terzi
- Pier Paolo Capponi (VF : Jacques Deschamps) : Spimi
- Horst Frank (VF : Jacques Thébault) : Dr. Braun
- Tino Carraro (VF : Philippe Dumat) : le professeur Fulvio Terzi
- Aldo Reggiani (VF : Bernard Murat) : Dr. Casoni
- Cinzia De Carolis : Lori
- Rada Rassimov : Bianca Merusi
- Corrado Olmi (VF : Jean Berger) : Morsella
- Carlo Alighiero (VF : Claude Joseph) : Dr. Calabresi
- Vittorio Congia : Righetto
- Ugo Fangareggi (VF : Gérard Hernandez) : Gigi
- Tom Felleghy (VF : Albert de Médina) : Dr. Esson
- Emilio Marchesini (it) (VF : Georges Atlas) : Dr. Mombelli
- Fulvio Mingozzi : l'homme de main de Spimi
- Giovanni Di Benedetto (it) (VF : Georges Atlas) : le chef de la Police Salmi
- Pino Patti (it) (VF : Gérard Hernandez) : Le barbier
- Werner Pochath (VF : Michel Paulin) : Manuel
- Maria Luisa Zetha (VF : Dominique MacAvoy) : la starlette
- Umberto Raho (VF : Raoul Guillet) : l'ex-amant de Manuel
- Jacques Stany : le professeur Manera

## Production
C'est principalement grâce aux Américains que Le Chat à neuf queues a pu être réalisé : le premier film de Dario Argento avait en effet eu plus de succès aux États-Unis qu'en Italie. Les dirigeants de la société National General ont donc contacté Titanus, en disant qu'ils avaient beaucoup aimé L'Oiseau au plumage de cristal et qu'il faisait de grosses recettes dans les salles américaines. Par conséquent, les Américains ont demandé à Argento un nouveau film, pour lequel la National General ferait une avance sur recettes en tant que distributeur américain. On a demandé à Titanus d'inclure dans la distribution des acteurs plus célèbres aux États-Unis qu'en Italie : en particulier, James Franciscus a été imposé à Argento car il était auréolé de son récent succès avec Le Secret de la planète des singes (1970).
Dario Argento et Dardano Sacchetti ont élaboré ensemble l'intrigue du Chat à neuf queues, et se sont partagés l'écriture du scénario. Cependant, comme la production a été montée sur la base des 40 premières pages du scénario, et que ces pages étaient toutes écrites par Argento, ce dernier a exigé d'être seul crédité au scénario. Le fait d'être crédité uniquement pour l'idée de départ signifiait une baisse de salaire substantielle pour Sacchetti, ce qui a déclenché une dispute amère et médiatisée entre Sacchetti et Dario et Salvatore Argento (le producteur du film, et le père de Dario).
Pour le titre, Dario Argento s'inspire cette fois du roman policier américain Griffes de velours (Cat of Many Tails) d'Ellery Queen, publié en 1949. Le titre peut faire référence au chat à neuf queues, un instrument de torture semblable à un fouet composé d'un manche de bois de 30 à 40 cm de long auquel sont fixées neuf cordes ou lanières de cuir d'une longueur qui varie de 40 à 60 cm dont chaque extrémité mobile se termine par un nœud. Il peut s'agir aussi, comme dans l'ouvrage d'Ellery Queen, d'une allusion aux nombre de pistes que les protagonistes suivent pour tenter de résoudre un meurtre.

« Pour résumer, les pistes sont les suivantes : les cinq chercheurs plus Anna font six ; plus Bianca Merusi font sept ; les photos manquantes... huit ; et la tentative de vol à l'institut... neuf ! Neuf chemins à suivre... un chat à neuf queues. »

— Carlo Giordani (James Franciscus) et Franco Arnò (Karl Malden) réfléchissent à l'identité du meurtrier dans une scène du film.
Le Chat à neuf queues est plus que d'autres films du réalisateur formaté pour le marché anglo-saxon. D'après Gilles Da Costa « Argento semble plus proche d’Hitchcock que de Mario Bava et délaisse un instant les fioritures stylistiques propres à sa mise en scène opératique habituelle pour se concentrer sur le développement de son intrigue et la caractérisation de ses personnages ». L'influence d'Alfred Hitchcock se fait sentir, notamment au travers de films comme Soupçons (1941) ou Fenêtre sur cour (1954). Argento « évite donc dans ce whodunit les meurtres trop théâtralisés et chorégraphiés, le sadisme et les effets de manches virtuoses, pour accorder plus de place à l’enquête et la résolution du mystère au centre du film ». Argento a cependant déclaré dans sa biographie que c'était le film qu'il aimait le moins dans son catalogue : « Peut-être est-ce parce que j'ai essayé de le rendre différent, ou peut-être parce que — bien que j'aie suivi le modèle du film noir français — l'atmosphère du roman policier américain a pris le dessus à un moment donné ». Cependant, le film est remarquable pour être le premier à présenter des techniques de mises en scène qui deviendront sa marque de fabrique, tels que les gros plans des yeux, les appels téléphoniques anonymes et les gants noirs portés par le tueur,.
Le tournage du film s'est déroulé du 3 septembre au 29 octobre 1970 aux studios Cinecittà de Rome, à Pomezia ainsi qu'à Turin,.
À l'origine, le film avait une fin différente : après la mort du meurtrier, une dernière scène montrait Carlo Giordani (James Franciscus) dans son lit, habillé de bandages pour les blessures qu'il avait reçues lors de la bagarre avec le meurtrier ; à côté de lui se trouvait Anna Terzi (Catherine Spaak). Ensemble, ils se réconciliaient.

### Bande originale
La bande originale est composée par Ennio Morricone et chantée par Edda Dell'Orso.
1. Ninna Nanna In Blu ;
2. 1970 ;
3. Sottintesi ;
4. Parabola Del Paradosso ;
5. Paranoia prima ;
6. Paranoia seconda ;
7. Dissociazione ;
8. Dissociazione Seconda ;
9. Passeggiata Notturna ;
10. Metafora Finale ;
11. Placcaggio.

## Exploitation
Le Chat à neuf queues était censé sortir en janvier 1971, mais le distributeur italien, Goffredo Lombardo de Titanus, a essayé de l'arrêter, déclarant que le film était mal sorti et ne ferait peur à personne. Après quelques désaccords, la situation s'est débloquée et l'exploitation a pris un mois de retard sur le délai initial. Le film est finalement sorti le 11 février 1971.
Le film a très bien marché en salles : c'est un grand succès et le box-office a été le double de celui de L'Oiseau au plumage de cristal, ce qui a permis à Dario Argento d'avoir les mains libres pour réaliser ses films suivants. Avec 6 522 199 entrées totalisant 2 387 125 000 lires de recettes, le film est 8e du box-office Italie 1970-1971 et reste le plus grand succès du réalisateur à ce jour dans les salles italiennes.
Sur Télérama, « Avant de réaliser des films d'horreur vaguement parodiques, Dario Argento a mis en scène des polars paranoïaques, à mi-chemin du pastiche des séries Z hollywoodiennes et du recyclage « à l'italienne » des plus efficaces recettes d'Alfred Hitchcock. Ici, grâce à l'action conjuguée d'un aveugle doté de pouvoirs télépathiques et d'un journaliste séducteur, force restera finalement à la loi. Mais, avant ce dénouement, Argento prend soin de multiplier les bifurcations scénaristiques et formelles. [...] Le scénario, emberlificoté à souhait, n'empêchera pas les amateurs de films loufoques et inventifs de trouver de quoi satisfaire leur passion coupable ».
Sur Psychovision, « Le tandem formé par Malden et Franciscus fonctionne même brillamment, ils se complètent bien. De même Catherine Spaak parachutée dans le projet malgré elle, s'en sort fort honorablement. Mais dans sa nouvelle variation de Blow-up (car en plus du Hathaway, c'est une fois de plus une influence manifeste du film d'Antonioni que se fait le film, et qui ira jusqu'à son terme et apothéose avec Les Frissons de l'angoisse avec David Hemmings justement, ce, 4 ans plus tard), Dario Argento a tendance à enchaîner les situations de façon un peu elliptique. Beaucoup trop de pistes ou de personnages sont abandonnés subitement. Tant et si bien qu'à l'heure de film et avant de repartir, le rythme chute sérieusement et l'intérêt du spectateur avec ».